# Massimo Ghirotto
Massimo Ghirotto (Boara Pisani, 25 giugno 1961) è un dirigente sportivo ed ex ciclista su strada italiano.
Professionista dal 1983 al 1995, conta tre vittorie di tappa al Giro d'Italia, due al Tour de France e una alla Vuelta a España.

## Carriera
Originario di Stanghella e cresciuto ciclisticamente nel "Mantovani velo club" di Rovigo, passò professionista nel 1983, ottenendo subito un terzo posto al Giro di Toscana; gregario di lusso, ciclista combattivo ed infaticabile, fu per anni punto fermo della nazionale italiana e pedina fondamentale per capitani quali Roberto Visentini e Guido Bontempi.
Partecipò dodici volte al Giro d'Italia, sette volte al Tour de France ed una alla Vuelta a España, riuscendo a vincere tappe in tutte e tre le prove. Riuscì ad imporsi, ottenendo vittorie e piazzamenti rilevanti, anche in diverse classiche italiane, come la Tre Valli Varesine ed il Trofeo Matteotti.
Singolare fu la vittoria della Wincanton Classic nel 1992, quando batté in uno sprint a due il ben più quotato campione francese Laurent Jalabert.
(Massimo Ghirotto dopo la vittoria su Laurent Jalabert alla Wincanton Classic, prova di Coppa del Mondo)
Nel 1994 ad Agrigento, durante il campionato mondiale, fece una delle sue gare più belle: rimasto in fuga con Luc Leblanc, che avrebbe poi vinto l'iride, a cinquecento metri dal traguardo, sotto la spinta di ritorno degli inseguitori, non riuscì a reggere l'ultimo scatto del francese, piantandosi ed arrivando quarto, dietro anche Claudio Chiappucci e Richard Virenque.
In occasione del Giro d'Italia 2010 si è unito alla squadra RadioRai, come commentatore tecnico di tappa, in sella ad una delle moto Rai, al seguito della carovana rosa.
Nel 2011 ha organizzato il Giro di Padania con il senatore della Lega Nord Michelino Davico e l'ex ciclista Matteo Cravero.

## Palmarès
- 1981 (dilettanti)

Astico-Brenta
Giro Tre Provincie Toscane
- 1982 (dilettanti)

Gran Premio Città di Empoli
- 1986 (Carrera Jeans, una vittoria)

10ª tappa Tour de Suisse (Bödele > Zurigo)
- 1987 (Carrera Jeans, tre vittorie)

Trofeo Matteotti
Coppa Placci
Trofeo Baracchi (con Bruno Leali)
- 1988 (Carrera Jeans, due vittorie)

Gran Premio Industria e Artigianato
14ª tappa Tour de France (Blagnac > Guzet-Neige)
- 1989 (Carrera Jeans, una vittoria)

7ª tappa Vuelta a España (Avila > Toledo)
- 1990 (Carrera Jeans, quattro vittorie)

Giro del Veneto
Giro dell'Umbria
8ª tappa Tour de France (Besançon > Ginevra)
1ª prova Gran Premio Sanson
- 1991 (Carrera Jeans, due vittorie)

4ª tappa Giro del Trentino (Molveno > Arco)
9ª tappa Giro d'Italia (Prato > Felino)
- 1992 (Carrera Jeans, quattro vittorie)

Giro del Veneto
Tre Valli Varesine
Cronoscalata della Futa-Memorial Gastone Nencini
Wincanton Classic
- 1993 (ZG Mobili, due vittorie)

Tre Valli Varesine
20ª tappa Giro d'Italia (Torino > Oropa)
- 1994 (ZG Mobili, due vittorie)

19ª tappa Giro d'Italia (Lavagna > Bra)
Classifica generale Vuelta a los Valle Mineros

### Altri successi
- 1993 (ZG Mobili)

Premio della Combattività Tour de France

## Piazzamenti

### Grandi giri
- Giro d'Italia

1985: 125º
1986: 29º
1987: 60º
1988: 18º
1989: 68º
1990: 34º
1991: ritirato (20ª tappa)
1992: 55º
1993: 69º
1994: 41º
1995: 56º
- Tour de France

1987: 109º
1988: 85º
1990: 95º
1992: 40º
1993: 33º
1994: 75º
- Vuelta a España

1989: 76º

### Classiche monumento
- Milano-Sanremo

1985: 30º
1990: 32º
1992: 70º
1993: 156º
1994: 156º
- Giro delle Fiandre

1987: 70º
1990: 34º
1991: 27º
1992: 76º
- Parigi-Roubaix

1986: 43º
1990: 72º
1991: 40º
1993: 15º
- Liegi-Bastogne-Liegi

1993: 66º

### Competizioni mondiali
- Campionati del mondo

Villach 1987 - In linea: 56º
Ronse 1988 - In linea: 45º
Utsunomiya 1990 - In linea: ritirato
Benidorm 1992 - In linea: 22º
Oslo 1993 - In linea: 38º
Agrigento 1994 - In linea: 4º